# Phileris sinaiticus
Phileris sinaiticus là một loài ruồi trong họ Asilidae. Phileris sinaiticus được Efflatoun miêu tả năm 1934. Loài này phân bố ở vùng Cổ Bắc giới và châu Á.